# Konto Google

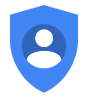
Ikona konta Google

Konto Google – konto, które po założeniu umożliwia dostęp do usług Google wymagających logowania. Pozwala ono m.in. na założenie skrzynki pocztowej czy udostępnianie filmów na YouTube.

## Usługi Google wymagające logowania
- Gmail
- Google Analytics
- Google Webmaster Tools
- Google Talk
- Picasa Web Albums
- Czytnik Google
- iGoogle (aby zapisać stronę; 1 listopada 2013 roku usługa została zamknięta)
- Google Apps
- Dysk Google
- Kalendarz Google
- Blogger
- Google Sites
- Notatnik Google
- Google Checkout
- Orkut
- YouTube (częściowo)
- Google AdWords
- Google AdSense
- Google+ (2 kwietnia 2019 roku usługa została zamknięta[1])
- Google in Your Language